# Saillans (Drôme)
Saillans é uma comuna francesa na região administrativa de Auvérnia-Ródano-Alpes, no departamento de Drôme. Estende-se por uma área de 14,84 km². Em 2010 a comuna tinha 1 341 habitantes (densidade: 90,4 hab./km²).